# Soldnermedaille

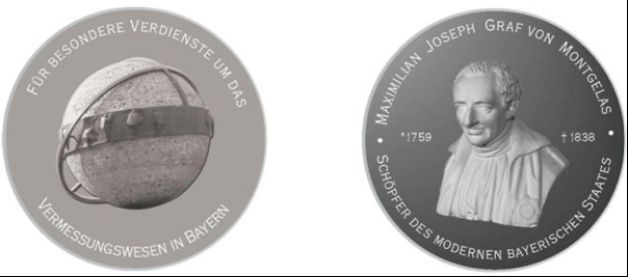
Soldnermedaille
Vorderseite: Soldner-Kugel; Rückseite: Maximilian Joseph Graf von Montgelas

Die Soldnermedaille für besondere Verdienste um das Vermessungswesen in Bayern verleiht das Bayerische Staatsministerium der Finanzen für besondere Verdienste um die Bayerische Vermessungsverwaltung. Die Medaille besteht aus Silber und hat einen Durchmesser von 40 mm. Auf der Vorderseite ist die nach dem Mathematiker und Astronomen Johann Georg von Soldner benannte geodätische Kugel, auf der Rückseite ein Porträt von Maximilian Joseph Graf von Montgelas abgebildet. Die Medaille ist kein Orden oder Ehrenabzeichen im Sinne des Art. 118 Abs. 5 der Verfassung des Freistaates Bayern.

## Motiv-Vorderseite: Soldnerkugel
Das Motiv zeigt die Soldnerkugel am Landesamt für Digitalisierung, Breitband und Vermessung Bayern, Ecke Oettingen-/Liebigstraße, und versinnbildlicht die Beziehungen zwischen dem Erdellipsoid und der Soldnerkugel. Das Kunstwerk besteht aus einer massiven Kugel aus Nagelfluh, einem Monolithen mit 2,20 m Durchmesser und ehrt das Wirken von Johann Georg von Soldner. Um ihren Äquator verläuft ein Bronzering, der Landvermesser bei der Arbeit zeigt. Die auf den Astronomen und Geodäten Soldner bezogene Inschrift lautet:
»Caelum dimensuravi tellusque Bavariae« – Die Gestirne habe ich vermessen und das Land Bayern.
Über Johann Georg von Soldner (1776–1833): 
- Astronom und Mathematiker
- Wissenschaftlicher Kopf der jungen bayerischen Landesvermessung Anfang des 19. Jahrhunderts
- Mitglied der Bayerischen Akademie der Wissenschaften
- 1808: Trigonometer bei der neu gegründeten königlich unmittelbaren Steuervermessungskommission (heutiges Bayerische Landesamt für Digitalisierung, Breitband und Vermessung)
- 1815: Leitung der Sternwarte in Bogenhausen

- Verdienste:

Entwicklung einfacher Rechenverfahren für die Landesvermessung auf der so genannten »Soldner-Kugel«, Anwendung seiner Rechenverfahren weit über den deutschen Sprachraum hinaus, das Soldner-Koordinatensystem war Bezugssystem für alle Grenz- und Vermessungspunkte in Bayern bis weit in die zweite Hälfte des 20. Jahrhunderts hinein

## Motiv-Rückseite: Marmorbüste von Maximilian Joseph Graf von Montgelas
Künstler: Joseph Kirchmayer, 1829
Über Maximilian Joseph Graf von Montgelas (1759–1838):
- Vater des modernen bayerischen Staates
- Einführung einer organisatorisch, rechtlich und personell neu gestalteten Verwaltung
- Außen-, Innen- und Finanzminister
- Während seiner Amtszeit: Gründung der Bayerischen Vermessungsverwaltung (1801)